# Visnea
Visnea é um género botânico pertencente à família Pentaphylacaceae.